# Comisión de la Capital Nacional
La Comisión de la Capital Nacional, conocida en inglés como National Capital Commission (NCC) y en francés como Commission de la capitale nationale (CCN), es una corporación de la Corona de Canadá que administra las tierras federales de la Región de la Capital Nacional canadiense, que comprende las ciudades de Ottawa (Ontario) y Gatineau (Quebec). Su papel es defender los intereses de Ottawa y de sus alrededores como capital de la nación, especialmente en lo referente a asuntos de interés nacional (planificación de monumentos y museos, organización de acontecimientos como el Día de Canadá, acondicionamiento del paisaje urbano...). Este papel contrasta con el de los gobiernos municipales, que trabajan para el beneficio de sus residentes más cercanos en asuntos tales como el mantenimiento de las vías públicas, la red de saneamiento, el suministro de agua y el transporte público.
El gobierno federal posee numerosas propiedades y emplea a muchas personas en estas dos ciudades, por lo que la CCN tiene mucha influencia en la zona. Ha sido criticada en ocasiones, ya que es una organización no democrática dirigida por una junta ya designada. Este hecho se puso de relieve en 1998, cuando propuso el acondicionamiento de una gran parte del centro de Ottawa para construir un bulevar ceremonial a lo largo de la Avenida Metcalfe.
Durante los últimos treinta años, las actividades de la CCN han sido denunciadas o reprobadas por ciertos gobiernos de Quebec, que consideran que los asuntos municipales son una jurisdicción puramente provincial, según la Constitución de Canadá. Otros la han criticado porque consideran que sus decisiones de planificación son malas o van desencaminadas.
La CCN también tiene la obligación de fomentar el turismo en la capital, y por ello, organiza acontecimientos como la Winterlude y la iluminación navideña. Dirige, desde 1996, el único centro de información turística de Ottawa, el Capital Infocentre, situado justo al otro lado de la Parliament Hill. Entre otras cosas, se ocupa de que la pista de patinaje del Canal Rideau conserve su título de "pista más larga del mundo". También administra las residencias oficiales, como la 24 Sussex Drive y la Stornoway.
Fue creada en 1959, reemplazando a la Federal District Commission. Tiene su sede en el Chambers Building, situado en la Elgin Street (Ottawa).